# Itterajivit

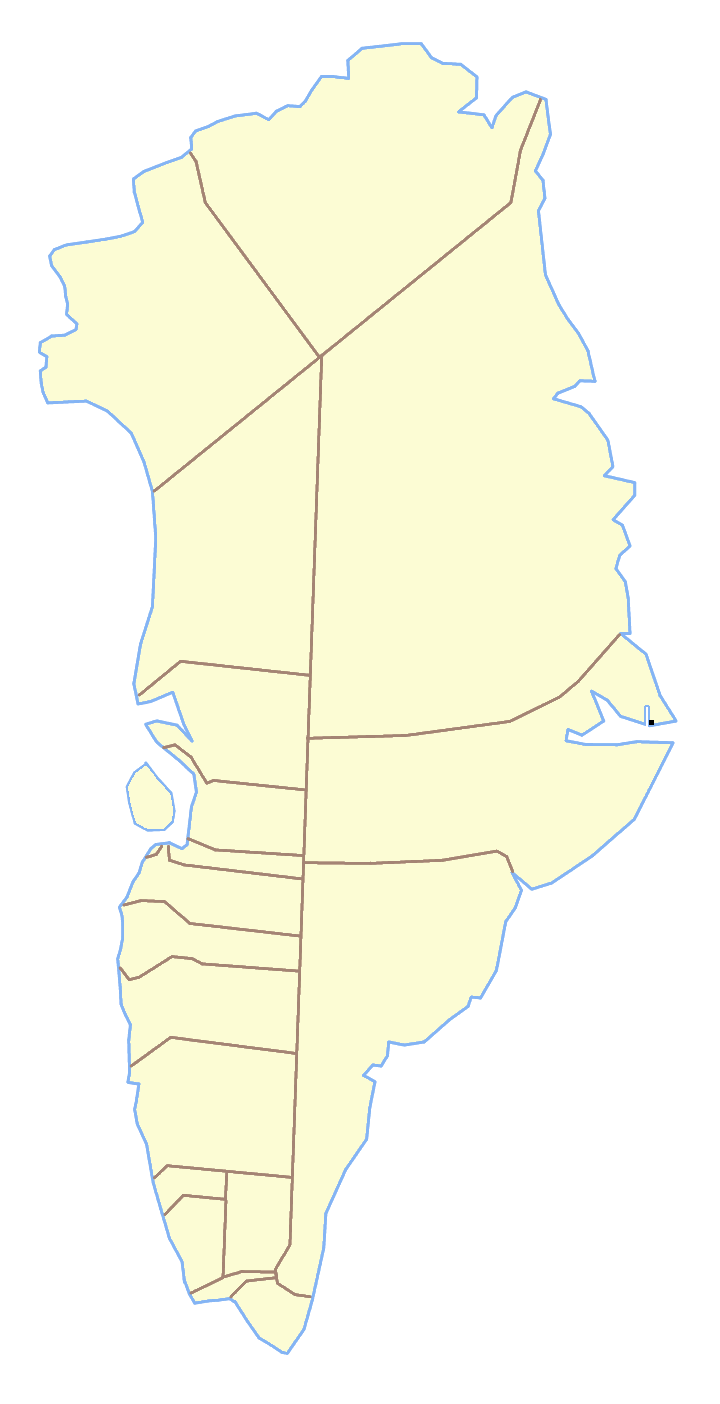
Imagem da localização da Aldeia Itterajivit.

Itterajivit (antigamente: Kap Hope) era uma aldeia no município de Sermersooq, costa leste da Gronelândia. A localidade foi abandonada no final de 2005, tendo sido a última localidade a existir na Península Liverpool Terra, sem ser Ittoqqortoormiit.